# Çiğ Köfte

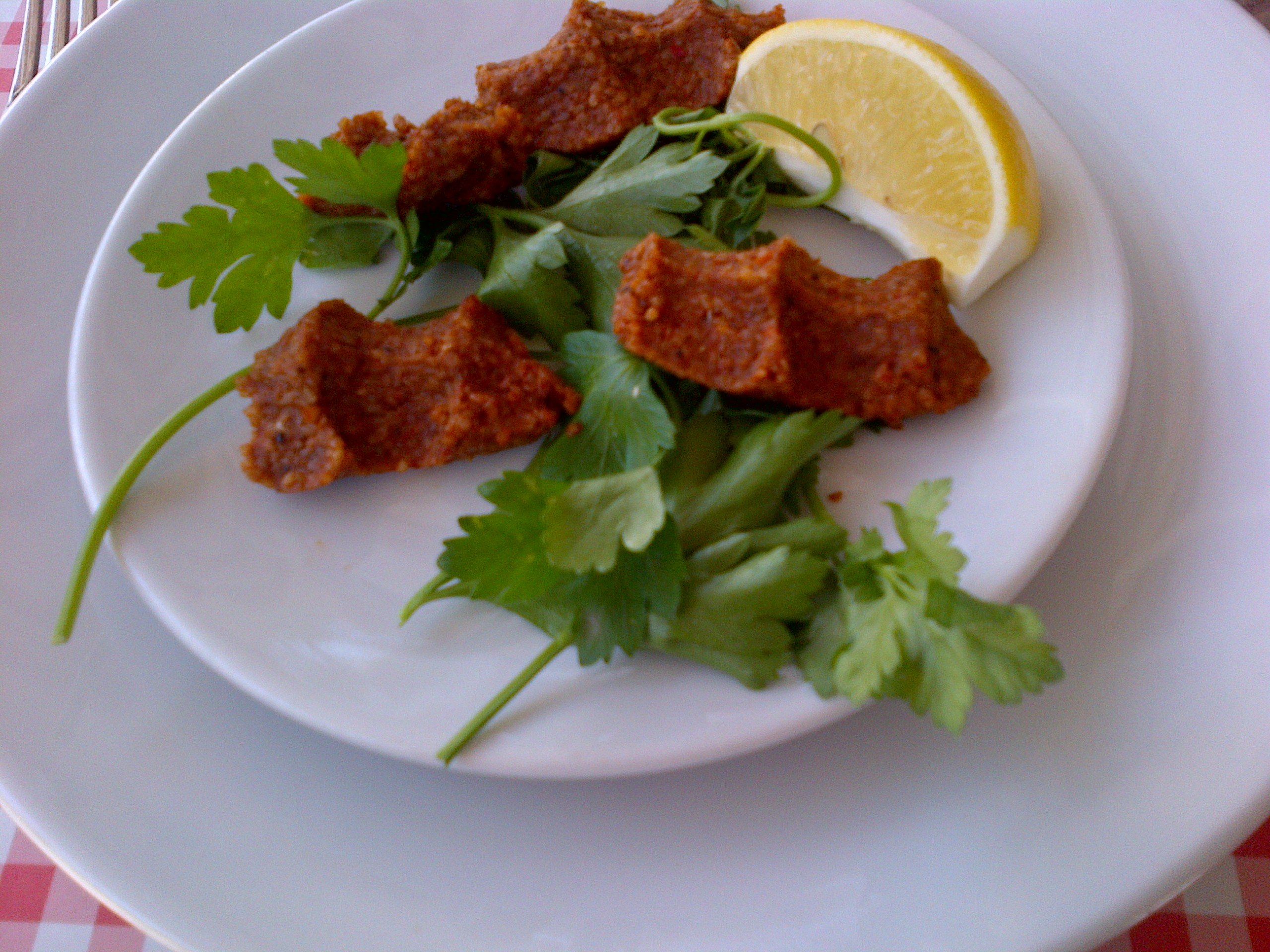
Çiğ Köfte

Çiğ Köfte (türkisch für „rohe Köfte“, von persisch کوفته kufteh „Zerstampftes“;  çiğ [ˌtʃiː] türk. „roh“;  armenisch չի քուֆթա č‘i k‘owft‘a) sind eine meist kräftig gewürzte türkische Speise. Sie werden entweder aus gehacktem, fettarmem Rindfleisch zubereitet oder für die vegane Variante aus Bulgur. 
Çiğ Köfte haben eine charakteristische Form, die durch das Kneten mit den Fingern entsteht; sie werden gegessen, indem man sie mit einem Salatblatt aufnimmt und sie zusammen mit etwas Soße in dieses Blatt einwickelt.

## Geschichte
Einer Sage nach soll die Mutter des Propheten Abraham Çiğ Köfte erfunden haben, als sie nichts anderes hatte als Bulgur und das Fleisch einer Gazelle. Laut einer anderen Überlieferung wurde Çiğ Köfte in Urfa in der Zeit Abrahams erfunden. Als Nimrod Brennholz für einen Scheiterhaufen sammelte, musste die Frau eines Jägers das Fleisch des gefangenen Wildes roh zubereiten. Sie mischte das Fleisch mit Bulgur, Kräutern und Gewürzen und zerkleinerte die Mischung mit Steinwerkzeugen, bis es schmackhaft wurde.

## Zubereitung
Die rohen Fleischklößchen sind vor allem in den südöstlichen Provinzen der Türkei wie z. B. Şanlıurfa oder Adıyaman sehr beliebt. Die Zubereitung ist im Allgemeinen sehr ähnlich, regional jedoch verschieden, die Zutaten können von Region zu Region stark variieren. Als erstes wird der Bulgur mit gehackten Zwiebeln und etwas Wasser so lang geknetet, bis er eine weiche Konsistenz hat. Dann werden nach und nach Rind, feiner Bulgur, Zwiebeln, Knoblauch, scharfe Paprikapaste, Tomatenmark, Zitronen, gemahlener Kreuzkümmel, schwarzer Pfeffer, Salz, gemahlener Koriander, scharfes Paprikagewürz und nach Wunsch weitere Zutaten beigefügt. Zuletzt kommen frische Minze, Petersilie, Lauchzwiebeln o. Ä. hinzu und die Masse wird von Hand in mundgerechte Stücke geknetet. Im Südosten der Türkei, vor allem um Şanlıurfa, werden auch scharfes Isot (Urfa-Chilischoten) und Granatapfelsirup beigefügt.

## Vegane Variante
In der Türkei darf Çiğ Köfte seit 2008 per Gesetz nicht mehr mit rohem Hackfleisch zubereitet werden. Aufgrund von Kundenbeschwerden hatte das Gesundheitsministerium Untersuchungen angestellt und kam zu dem Schluss, dass die aus Fleisch produzierten Çiğ Köfte gesundheitliche Risiken bergen. Seitdem verkaufen Unternehmen vegane Varianten. Das türkische Normungsinstitut hat hierfür inzwischen einen eigenen Standard entwickelt, dieser definiert folgende Zutaten:
- Bulgur
- roter Paprika
- Zwiebeln
- Knoblauch
- Gewürze
- Tomatenmark
- Tomatensauce
- Paprikapaste
- Zucker
- Essig
- Granatapfelsaft
- Walnüsse
- Mandeln
- Haselnüsse
- Wasser
- ein oder mehrere pflanzliche Öle.

Außerdem muss das Produkt von Hand geknetet und ohne Erhitzen zubereitet werden. Der Einsatz von Sorbin- oder Benzoesäure ist nicht zulässig.